# Медичи, Катерина
Катери́на Ме́дичи (итал. Caterina Medici; ок. 1573, Брони — 4 марта 1617, Милан) — итальянская женщина, казнённая по обвинению в колдовстве.

## Биография
Катерина Медичи родилась около 1573 года в семье школьного учителя из Павии Джованни Медичи. В возрасте 13 лет была выдана замуж за некоего Бернардино Дзагалья по прозвищу Пинотто из Пьяченцы, после чего переселилась вместе с мужем в Павию. Семейная жизнь у девушки не сложилась — муж избивал Катерину и принуждал её к занятию проституцией. С 1592 года она жила одна (возможно, после смерти мужа) и работала служанкой у различных хозяев — сперва в Павии, затем в Ливорно и Трино. С 1598 по 1610 годы была служанкой и любовницей некоего капитана Джованни Пьетро Скуарчафико в Оччимьяно, от которого родила троих дочерей — Витторию, Анджелику и ещё одну, имя которой не сохранилось. В 1610 году до епископа Казале-Монферрато дошли сведения о внебрачном сожительстве Катерины и капитана, и после его вмешательства женщина была направлена в услужение некоей дворянки, имя которой не сохранилось. На следующий, 1611 год Катерина вернулась в Павию и поселилась в доме своего брата, но прожила там не более года, после чего уехала в Милан. Там в течение нескольких лет она прислуживала в домах нескольких знатных семейств, довольно часто меняя хозяев. С января 1611 года она в течение короткого времени работала в семье некоего капитана Вакалло, но была уволена из-за какой-то любовной истории, «которая нанесла ущерб хозяину». В течение длительного времени считалось, что Катерина была любовницей своего работодателя, однако более поздние исследования позволили выяснить, что она была лишь обвинена некоей Катериной да Варезе в соучастии в какой-то интрижке.
15 августа 1616 года поступила в услужение к сенатору Луиджи Мельци. Через пару месяцев у сенатора начались боли в желудке и «меланхолия», причину которых не смогли определить приглашённые врачи (среди которых были такие звёзды, как Лодовико Сеттала и Джованни Баттиста Сельватико). В начале декабря того же года в гости к Мельци пришёл капитан Ваккало, узнал Катерину и сообщил хозяину дома, что причиной его недомогания по всей видимости является ведовство служанки. К капитану прислушались как врачи, которые ухватились за возможность оправдать свою некомпетентность вмешательством потусторонних сил, так и дети Мельци —Лодовико, Маргерита и Фаустина, две последних из которых были монахинями монастыря Сан-Бернардино. Женщины провели обыск в спальне своего отца и обраружили в его подушке некие «магические предметы», которые позднее были сожжены священником-экзорцистом из церкви Сан-Джованни-ин-Латерано. После этого Катерина была подвергнута нескольким допросам со стороны членов семьи Мельци, лечащих врачей сенатора и представителя папы римского Джампьетро Сорезины. В результате этих допросов женщина призналась, что «занималась колдовством по наущению дьявола».
26 декабря 1616 года сын сенатора Лодовико Мельци выдвинул против служанки своего отца Катерины Медичи формальные обвинения в том, что она в течение 14 лет была «профессиональной ведьмой». В период с 30 декабря 1616 по 4 февраля 1617 года женщина была восемь раз допрошена, причём не менее двух допросов сопровождались пытками. В результате Катерина призналась, что ещё с момента своего проживания в Оччимьяно занималась ведовством, многократно принимала участие в шабашах и навредила большому количеству людей. 4 февраля Миланский сенат приговорил Катерину Медичи к сожжению на костре. 4 марта 1617 года женщина была подвергнута пытке раскалёнными щипцами, после чего сожжена.

## В культуре
Сведения о казни Катерины Медичи и описание самой казни содержатся в рукописном «Регистре осуждённых, составленном благороднейшей школой Сан-Джорджо-Деколато с 1471 года».
Записи об этой истории сохранились также в архиве семьи Мельци д’Эриль, где их обнаружил Пьетро Верри, описавший этот случай в своих рукописях. Позднее Пьетро Кустоди включил этот фрагмент рукописи в текст «Истории Милана» Верри, вышедшей в 1825 году.

В 1827 году классик итальянской литературы Алессандро Мандзони кратко упомянул Катерину Медичи в 31-й главе своего знаменитого романа «Обручённые», не называя, впрочем, имени женщины: 
А вот когда он [Лодовико Сеттала] в другой раз своим злополучным советом содействовал тому, что одну бедную, несчастную женщину пытали, рвали калёными щипцами и сожгли как колдунью лишь потому, что её хозяин страдал какими-то странными болями в животе, а другой, старый её хозяин, безумно в неё влюбился  — вероятно тогда он получил за свою мудрость от публики новые похвалы и — что уже совершенно немыслимо себе представить — новое прозвище — достойнейшего гражданина.
Оригинальный текст (итал.)...quando, con un suo deplorabile consulto, cooperò a far torturare, tanagliare e bruciare, come strega, una povera infelice sventurata, perchè il suo padrone pativa dolori strani di stomaco, e un altro padrone di prima era stato fortemente innamorato di lei, allora ne avrà avuta presso il pubblico nuova lode di sapiente e, ciò che è intollerabile a pensare, nuovo titolo di benemerito.Алессандро Мандзони. Обручённые. Перевод Ивана Ивановича Шитца
В 1831 году Акилле Маури издал целую книгу, посвящённую несчастной женщине, под названием «Катерина Медичи из Броно. Историческая новелла из XVII века».
В 1986 году писатель Леонардо Шаша выпустил рассказывающий о злоключениях Катерины роман под названием «Ведьма и капитан».
Наконец, в 1989 году Джузеппе Фаринелли и Эрманно Пакканьини выпустили подробное исследование жизни и трагической смерти Катерины Медичи.